# Kita-ku (Osaka)
Kita-ku (北区 Kita-ku?) es uno de los 24 barrios de la ciudad de Osaka, Japón. Hasta el 1 de agosto de 2011 tenía una población estimada de 112.239 habitantes y una densidad de 10.870 personas por kilómetro cuadrado. La superficie total del barrio es de 10,33 km².